# IEEE 754-1985
IEEE 754-1985는 컴퓨터에서 부동소수점 숫자를 나타내는 데 사용하는 산업 표준이다. 공식적으로는 1985년 채용되었으며 2008년 IEEE 754-2008로 대체됐다.

## 같이 보기
- IEEE 754
- 고정소수점